# Tulipa suaveolens
Tulipa suaveolens là một loài thực vật có hoa trong họ Liliaceae. Loài này được Roth miêu tả khoa học đầu tiên năm 1794.